# デイブ・ウィットコム
デイブ・ウィットコム（David Whitcombe、1954年6月27日 - ）は、イングランドの元プロダーツプレイヤー。
80年代を通じてBDOのトッププレイヤーの一人として活躍し続け、エリック・ブリストウ, ジョン・ロウ, ジョッキー・ウィルソンなどの伝説的なプレイヤーと共にこの時期のダーツ人気を支えた。
ウィットコムはキャリアでいくつものタイトルを獲得したが、その中には1982, 85年のワールド・マスターズ、1989年のニュース・オブ・ザ・ワールド・ダーツ・チャンピオンシップなどが含まれている。
BDOワールド・ダーツ・チャンピオンシップでも2度決勝に進出している彼はしばしば、ワールド・チャンピオンになったことのない史上最高の選手として名前を挙げられる。

## 来歴
ウィットコムの最初のBDOトーナメントは1978年のワールド・マスターズであり、初戦でアメリカのコンラッド・ダニエルズに敗れた。ウィットコムはこの大会に翌年も出場し、今度は2回勝ってラスト16まで進むが、最終的なチャンピオンであり、ウィットコムの天敵とも言うべき存在となるエリック・ブリストウに敗れた。翌1980年、ウィットコムは彼にとって最初のBDOワールド・ダーツ・チャンピオンシップに出場し、初戦でアメリカのレン・ハードを破った後、第5シードのボビー・ジョージに0-2 (セット) で敗れベスト16だった。同年のニュース・オブ・ザ・ワールド・ダーツ・チャンピオンシップでウィットコムは飛躍し、決勝の舞台まで進むも、スウェーデンのステファン・ロードに敗れ準優勝であった。1ヶ月後のバトリンズ・グランド・マスターズでは初戦でステファン・ロードを破るなどし準決勝まで進んだ。ワールド・マスターズではラスト16で第2シードのトニー・ブラウンを下した後、準々決勝でニッキー・ビラククルに敗れベスト8であった。
1981年のワールド・ダーツ・チャンピオンシップでは第2ラウンドでエリック・ブリストウと衝突し、0-2 (セット) で敗北した。初開催の英国プロ選手権では準決勝まで進み、そこでジョン・ロウに敗れた。同年のワールド・マスターズでは準々決勝でクリフ・ラザレンコを破って自己最高のベスト4に残り、そこでブリストウと高品質な試合を繰り広げるが、平均98.07のブリストウの前に敗退した。翌年のワールド・チャンピオンシップの第2ラウンドで、ウィットコムは平均95.49でプレーしたにもかかわらず、北アイルランドのスティーブ・ブレナンに0-2 (セット) で敗北した。同年のバトリンズ・グランド・マスターズと英国プロ選手権では共にベスト8で、エリック・ブリストウとジョン・ロウにそれぞれ敗れた。第8シードで迎えたワールド・マスターズでウィットコムは好調を保ち、準々決勝では平均96.03でエリック・ブリストウを克服し、準決勝ではオーストラリアのケビン・ホワイトを押さえてジョッキー・ウィルソンとの決勝を迎えた。ウィットコムはこの対戦を2-1 (セット) で制し、キャリアで最初のメジャータイトルを手にした。
1983年のワールド・チャンピオンシップに第8シードで出場したウィットコムは、準々決勝において再びブリストウと熱戦を繰り広げ、3-4 (セット) で敗れた。同年のバトリンズ・グランド・マスターズでは準決勝まで勝ち進み、そこでジョッキー・ウィルソンに敗れた。英国プロ選手権でも好調で、準々決勝でボビー・ジョージ, 準決勝でジョン・ロウをそれぞれ破って決勝まで進むも、再びウィルソンに敗れ初優勝とはならなかった。ワールド・マスターズでは第3シードであったにもかかわらず、ラスト64で敗退した。翌1984年のワールド・チャンピオンシップでウィットコムは躍動し、準決勝までに1セットしか失わずに勝ち進むと、ジョッキー・ウィルソンとの激戦を制してブリストウとのファイナルを設定した。ただこの試合でもブリストウのパフォーマンスが上回り、平均97.50, 7-1 (セット) でウィットコムを退けた。ウィットコムはバトリンズ・グランド・マスターズの準々決勝で再びブリストウに敗れ、英国プロ選手権でもジョン・ロウに敗れベスト8となった。初開催のMFI ワールド・マッチプレイでは準決勝まで進み、クリフ・ラザレンコに敗退した。ワールド・マスターズではラスト32でデニス・ヒックリングに予想外の敗北を喫した。
翌1985年、ウィットコムはキャリアで最も成功した年を送った。第5シードとなったワールド・チャンピオンシップでは第2ラウンドでボブ・アンダーソンを下した後、準々決勝ではフルセットの激戦の末ジョッキー・ウィルソンを破った。準決勝ではブリストウ相手に一歩も引かず平均97.02でプレーしたが、ブリストウの平均は99.66に達し、2-5 (セット) で再び敗れた。5年ぶりの出場となったニュース・オブ・ザ・ワールド・ダーツ・チャンピオンシップでは初戦でカナダのボブ・シンネーブに敗れたが、バトリンズ・グランド・マスターズでは準々決勝まで達し、テリー・オディアに敗れた。英国プロ選手権ではマイク・グレゴリー等を破って準決勝に進み、そこで再びブリストウに敗れた。ワールド・マスターズでは3年前の成功を繰り返し、ラスト16からデイブ・リー, マイク・グレゴリー, ボブ・アンダーソンを立て続けに破ると、決勝ではレイ・ファレルを3-0 (セット) で破って2度目のマスターズ・チャンピオンの称号を手にした。ウィットコムはこの年、フィンランド・オープンとスウェーデン・オープンのタイトルも獲得した。
翌1986年のワールド・チャンピオンシップでもウィットコムの状態はよく、ジョッキー・ウィルソン, ボブ・アンダーソンら強豪を次々倒して2年ぶりの決勝の舞台へ到達した。しかし、ここでも立ちはだかったのはブリストウであった。ウィットコムは0-6 (セット) で敗れ、世界選手権でブリストウに敗れるのは4年連続となった。同年のバトリンズ・グランド・マスターズでは初戦でボブ・アンダーソンに雪辱された。英国プロ選手権では2度目の決勝に進むが、接戦の末ジョッキー・ウィルソンに6-7 (セット) で敗れた。MFI ワールド・マッチプレイの初戦で敗れた後、ウィットコムはワールド・マスターズの準々決勝に達するが、ボブ・アンダーソンに敗れタイトルを失った。翌1987年シーズンはウィットコムにとって良いものではなかった。第5シードで臨んだワールド・チャンピオンシップでは初めて試合に勝てず、初戦でボブ・シンネーブに2-3 (セット) で敗れた。ウィットコムはこの年の英国マッチプレーでブリストウを破って優勝を果たすが、その他のメジャートーナメントでは、その全てでラスト16を越えて進むことはできなかったのである。
ウィットコムは1988年のワールド・チャンピオンシップに第8シードで参戦するが、またしても初戦で、今度はピーター・エヴィソン相手に苦汁を飲んだ。最後の開催となる同年の英国プロ選手権では、初戦でフィル・テイラーを破るなどして準決勝まで勝ち進むが、最終的なチャンピオンであるジョッキー・ウィルソンに接戦の末4-6 (セット) で敗れた。1ヶ月後、これも最後の開催となるMFI ワールド・マッチプレイでは、初戦でボブ・シンネーブに敗れた。ワールド・マスターズではラスト32でロニー・バクスターに敗北した。翌1989年にウィットコムの状態は改善された。ワールド・チャンピオンシップでは初戦でボブ・シンネーブ相手に3年ぶりの勝利を飾ると準々決勝まで進出し、トップシードのボブ・アンダーソンを苦しめ、3-4 (セット) で惜敗した。ニュース・オブ・ザ・ワールド・ダーツ・チャンピオンシップでは初戦でデニス・オーブンズを破ると、次戦の準々決勝でジョッキー・ウィルソンを打ち破った。準決勝も勝ったウィットコムは決勝で後にワールド・チャンピオンとなるデニス・プリーストリーと相対するが、これを2-1 (レッグ) で下し、初優勝を果たした。ワールド・マスターズは3年ぶりの準々決勝でフィル・テイラーとぶつかり、今度は0-2 (セット) で敗れた。
翌1990年以降、ウィットコムのパフォーマンスは少しずつ衰退していく。この年のワールド・チャンピオンシップでは初戦でクリス・ホワイティングに敗れ、ワールド・マスターズではジョン・ロウにラスト16で敗れた。ただスウェーデン・オープンでは力を発揮し、3度目の優勝を果たした。第6シードで挑んだ1991年のワールド・チャンピオンシップでは初戦でデンマークのペル・スカウを破った後、クリフ・ラザレンコを下して準々決勝に進むが、宿敵のエリック・ブリストウに3-4 (セット) で再び敗れた。同年のワールド・マスターズでもラスト32からジェイミー・ハーヴェイ, デニス・プリーストリーを倒して準々決勝に進むが、最終的なチャンピオンであるロッド・ハリントンに1-3 (セット) で敗れた。ウィットコムは翌1992年のワールド・チャンピオンシップに出場し、初戦でペル・スカウに雪辱された。この年、ウィットコムはダーツ競技から事実上引退することを決断したため、他の多くの実績あるプレイヤーと同じようにWDC (現PDC) の発足当初のメンバーとはならなかった。
10年以上のブランクの後、ウィットコムは2004年にPDCに復帰し、2006年のPDCワールド・ダーツ・チャンピオンシップへの出場権を獲得した。ウィットコムにとって最後の世界選手権となったこの大会では、初戦で第4シードのローランド・ショルテンとぶつかり、1-3 (セット) で敗れた。2008年、ウィットコムはダーツ界の往年のスーパースター達が集うリーグ・オブ・レジェンドに招待された。ウィットコムは前半戦はリーグトップを快走したが、第5週から調子を落とし始め、最終第7週が終わった時点でリーグ5位となり、惜しくも準決勝に進出できなかった。ウィットコムは翌年もこの大会に招待され、ボビー・ジョージに敗れて敗退した。ウィットコムは同年のワールド・マスターズに18年ぶりに出場し、ラスト128でリッキー・エヴァンスに敗れた。プロダーツにおけるウィットコムの最後の大会は翌2010年のワールド・マスターズであり、2回勝った後、ラスト64でポール・ジェニングスに敗れた。

## 戦績

### BDO世界選手権
- 20勝13敗 出場13回
- 優勝: 無し
- 準優勝: 2回 (1984, 86)
- ベスト4: 1回 (1985)
- ベスト8: 3回 (1983, 89, 91)

### ワールド・マスターズ
- 49勝14敗 出場16回
- 優勝: 2回 (1982, 85)
- 準優勝: 無し
- ベスト4: 1回 (1981)
- ベスト8: 4回 (1980, 86, 89, 91)

### 英国プロ選手権
- 22勝8敗 出場8回
- 優勝: 無し
- 準優勝: 2回 (1983, 86)
- ベスト4: 3回 (1981, 85, 88)
- ベスト8: 2回 (1982, 84)

### MFIワールド・マッチプレー
- 2勝5敗 出場5回
- 優勝: 無し
- 準優勝: 無し
- ベスト4: 1回 (1984)
- ベスト8: 無し

### ニュース・オブ・ザ・ワールド・ダーツ・チャンピオンシップ
- 6勝2敗 出場3回
- 優勝: 1回 (1989)
- 準優勝: 1回 (1980)
- ベスト4: 無し
- ベスト8: 無し

### PDC世界選手権
- 0勝1敗 出場1回
- 優勝: 無し
- 準優勝: 無し
- ベスト4: 無し
- ベスト8: 無し

### 年度別成績
| 年   | BDO | BDO  | BDO | PDC |
| 年   | WPC | WM   | MFI | WDC |
| ---- | --- | ---- | --- | --- |
| 1978 | NJ  | RR   | NH  | NH  |
| 1979 | NJ  | L16  | NH  | NH  |
| 1980 | L16 | QF   | NH  | NH  |
| 1981 | L16 | SF   | NH  | NH  |
| 1982 | L16 | W    | NH  | NH  |
| 1983 | QF  | L64  | NH  | NH  |
| 1984 | F   | L32  | SF  | NH  |
| 1985 | SF  | W    | L16 | NH  |
| 1986 | F   | QF   | L16 | NH  |
| 1987 | L32 | L32  | L16 | NH  |
| 1988 | L32 | L32  | L16 | NH  |
| 1989 | QF  | QF   | NH  | NH  |
| 1990 | L32 | L16  | NH  | NH  |
| 1991 | QF  | QF   | NH  | NH  |
| 1992 | L32 | NJ   | NH  | NH  |
| 1993 | NJ  | NJ   | NH  | NH  |
| 1994 | NJ  | NJ   | NH  | NJ  |
| 1995 | NJ  | NJ   | NH  | NJ  |
| 1996 | NJ  | NJ   | NH  | NJ  |
| 1997 | NJ  | NJ   | NH  | NJ  |
| 1998 | NJ  | NJ   | NH  | NJ  |
| 1999 | NJ  | NJ   | NH  | NJ  |
| 2000 | NJ  | NJ   | NH  | NJ  |
| 2001 | NJ  | NJ   | NH  | NJ  |
| 2002 | NJ  | NJ   | NH  | NJ  |
| 2003 | NJ  | NJ   | NH  | NJ  |
| 2004 | NJ  | NJ   | NH  | NJ  |
| 2005 | NJ  | NJ   | NH  | NJ  |
| 2006 | NJ  | NJ   | NH  | L64 |
| 2007 | NJ  | NJ   | NH  | NJ  |
| 2008 | NJ  | NJ   | NH  | NJ  |
| 2009 | NJ  | L128 | NH  | NJ  |
| 2010 | NJ  | L64  | NH  | NJ  |

注: 表中のNHは不開催, NJは非参加, QFは準々決勝敗退, SFは準決勝敗退, Fは準優勝, Wは優勝, GSはグループステージ敗退, RRは予選ラウンド敗退を示す。トーナメント表記は以下の通りである。
WPC: BDOワールド・プロフェッショナル・ダーツ・チャンピオンシップス, WM: ワールド・マスターズ, MFI: MFIワールド・マッチプレー, WDC: PDCワールド・ダーツ・チャンピオンシップ

## 世界選手権の結果

### BDO
- 1980年: 第2ラウンド (0 - 2 ボビー・ジョージに敗北)
- 1981年: 第2ラウンド (0 - 2 エリック・ブリストウに敗北)
- 1982年: 第2ラウンド (0 - 2 スティーブ・ブレナンに敗北)
- 1983年: 準々決勝 (3 - 4 エリック・ブリストウに敗北)
- 1984年: 準優勝 (1 - 7 エリック・ブリストウに敗北)
- 1985年: 準決勝 (2 - 5 エリック・ブリストウに敗北)
- 1986年: 準優勝 (0 - 6 エリック・ブリストウに敗北)
- 1987年: 第1ラウンド (2 - 3 ボブ・シンネーブに敗北)
- 1988年: 第1ラウンド (1 - 3 ピーター・エヴィソンに敗北)
- 1989年: 準々決勝 (3 - 4 ボブ・アンダーソンに敗北)
- 1990年: 第1ラウンド (2 - 3 クリス・ホワイティングに敗北)
- 1991年: 準々決勝 (3 - 4 エリック・ブリストウに敗北)
- 1992年: 第1ラウンド (1 - 3 ペル・スカウに敗北)

### PDC
- 2006年: 第1ラウンド (1 - 3 ローランド・ショルテンに敗北)